# Cratere Namtar
Namtar è un cratere sulla superficie di Ganimede.